# Wappensaal

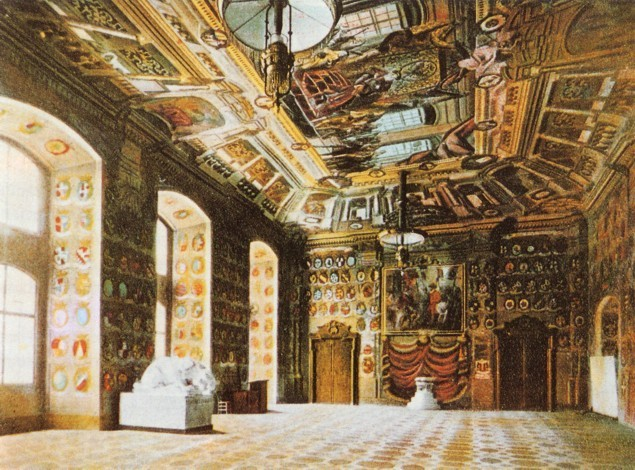
Der Große Wappensaal im Landhaus Klagenfurt (Zustand um 1904)

Der Begriff Wappensaal bezeichnet besonders mit Wappen geschmückte Räume in Schlössern, Burgen und Rathäusern. Diese sind mit Wappen der Adligen (Familien- und Geschlechterwappen), der Ländereien oder der Kommunen an Decken und Wänden reichlich geschmückt. So entstand beispielsweise 1360 der Wappensaal mit etwa 120 Wappen im  Wenzelschloss. Auch werden die Fensterscheiben mit in den Schmuck einbezogen. Von aufgemalten Wappen bis zu durch Steinmetzarbeiten oder Stuckateurarbeiten geschaffenen Wappen reicht die Skala. Die Nutzung war schon frühzeitig beispielsweise als Versammlungs- oder Empfangssaal üblich. Dadurch hat auch die Verzierung mit Wappen auf Möbel und auf Geschirr Platz gefunden. Diese so geschmückten Säle waren und sind noch heute teilweise Repräsentativräume. Geistliche Fürsten oder andere Ordensvertreter haben ihre Wappen in ihren Gebäuden ebenso zur Schau gestellt. In vielen Schlössern sind die Wappen auch in großer Vielfalt auf Treppen und Fluren zu finden.
Heute stellen diese Wappensäle eine Dokumentation der Geschichte dar. Eine Überarbeitung bei Besitzerwechsel war meistens auf kleine Korrekturen beschränkt. Größere Schäden haben Kriege und Feuersbrünste verursacht. Auch die nicht sachgerechte Nutzung hat ihre Spuren hinterlassen. 
Weitere Beispiele für Häuser mit Wappensälen sind:
- Schloss Ort in Gmunden, Oberösterreich, Österreich
- Castello dei Caldera in Monesiglio, Italien
- Hofbräuhaus am Platzl in München, Bayern, Deutschland
- Wenzelburg in Lauf an der Pegnitz, Bayern, Deutschland
- Schloss Lübben in Lübben (Spreewald), Brandenburg, Deutschland
- Landhaus Klagenfurt, kleiner und großer Wappensaal